# Vitinho (ur. lipiec 1999)
Victor Alexander da Silva znany jako Vitinho (ur. 23 lipca 1999 w Belo Horizonte) – brazylijski piłkarz grający na pozycji prawego obrońcy w klubie Botafogo.

## Kariera klubowa
Swoją piłkarską karierę Vitinho rozpoczął w klubie Cruzeiro EC. W 2018 roku awansował do pierwszego zespołu. 19 maja 2018 zadebiutował w nim w brazylijskiej Série A w przegranym 0:1 wyjazdowym spotkaniu z Atlético Mineiro. Był to jego jedyny mecz w barwach Cruzeiro.
13 lipca 2018 Vitinho przeszedł do belgijskiego Cercle Brugge za 2,35 miliona euro. W barwach tego klubu swój debiut zaliczył 11 sierpnia 2018 w zremisowanym 0:0 wyjazdowym meczu ze Standardem Liège.
| Sezon   | Klub          | Kraj     | Rozgrywki       | Mecze | Gole |
| ------- | ------------- | -------- | --------------- | ----- | ---- |
| 2018    | Cruzeiro      | Brazylia | Série A         | 1     | 0    |
| 2018/19 | Cercle Brugge | Belgia   | Eerste klasse A | 12    | 0    |
| 2019/20 | Cercle Brugge | Belgia   | Eerste klasse A | 0     | 0    |
| 2020/21 | Cercle Brugge | Belgia   | Eerste klasse A | 28    | 1    |

## Kariera reprezentacyjna
Vitinho grał w młodzieżowej reprezentacji Brazylii U-20. W 2019 roku wystąpił z nią na Mistrzostwach Ameryki Południowej U-20.